# الحركة الوطنية التونسية (كتاب)

غلاف كتاب الحركة الوطنية التونسية للطاهر عبد الله

الحركة الوطنية التونسية، رؤية شعبية قومية جديدة هو عنوان كتاب يؤرخ لتاريخ الحركة الوطنية التونسية في الفترة بين 1830 و1956، وهو من تأليف الطاهر عبد الله.

## الكتاب والكاتب
المؤلف هو الطاهر أبو القاسم عبد الله، أصيل مدينة قبلي بالجنوب التونسي، انضم إلى شق الزعيم صالح بن يوسف عند صراعه في أواسط الخمسينات مع الزعيم الحبيب بورقيبة، وفي عام 1968م حوكم من أجل انتمائه للتيار البعثي في تونس، وقد غادر البلاد ليعيش بين سوريا وفرنسا حيث توفي عام 1978م.
أما الكتاب فقد صدر لأول مرة عام 1976 عن مكتبة الجماهير في بيروت، ولم يتسن للقارئ التونسي أن يطلع عليه ، وقد قامت دار المعارف بسوسة بإصدار طبعته الثانية عام 1990، في ثلاثة آلاف نسخة. فوقع الإقبال عليه وكأنه التاريخ الحقيقي للحركة الوطنية التونسية.

## محتوى الكتاب
يضم الكتاب عشرة فصول، هي:
- الفصل الأول: فجر الحركة الوطنية في تونس؛
- الفصل الثاني: الحركة الوطنية في بداية الاحتلال؛
- الفصل الثالث: تطور حركة النضال الوطني ح
- الفصل الرابع: التنظيمات السياسية للحركة الوطنية 1920-1952؛
- الفصل الخامس: المقاومة الشعبية المسلحة؛
- الفصل السادس: الكفاح الشعبي المسلح في الجبال؛
- الفصل السابع: لمحة عن الدور الوطني للحركة النقابية في تونس؛
- الفصل الثامن: نضال الحركة الوطنية خارج تونس؛
- الفصل التاسع: نضال الزيتونة ضد الاستعمار؛
- الفصل العاشر: المغرب العربي.

## منهجه
لا يخفي المؤلف انتماءه الإيديولوجي والسياسي وهذا يظهر من خلال عنوان الكتاب نفسه. وقد كتب في مقدمة الكتاب ما يلي: إننا لنأمل بهذه الصفحات أن نعرف القارئ العربي في المشرق والمغرب العربيين بنضال الشعب العربي في تونس الذي لم يكن إلا جزءا مكملا لنضال الأمة العربية في كافة العصور وقد أرادت بعض العناصر الإقليمية المرتبطة بالاستعمار الجديد في تونس أن تجهد نفسها وتحاول بشتى الطرق والوسائل أن تطمس نضال الجماهير الشعبية في تونس. إلى أن يقول فأردنا أن نساهم مساهمة متواضعة بهذه الصفحات لكي تتضح الحقيقة أمام أعين الجماهير الشعبية وأمام الأجيال الصاعدة من أبناء شعبنا التونسي وأمتنا العربية العظيمة التي سوف تتحطم على صخرة حقيقتها وصخرة نضالها كل قوى الزيف والتضليل والخداع التي عملت ولا زالت مستمرة في زيفها وتضليلها لتوجيه الشعب حسب إرادتها ومشيئتها الخ. وهكذا فإن هذا الكتاب جاء في إطار سجالي بحت، وكتب لمعارضة كتابة رسمية تفتقد هي الأخرى للموضوعية، وبذلك فهذا الكتاب لا يمكن اعتبار ما جاء فيه كتابة علمية أو قراءة موضوعية لتاريخ الحركة الوطنية التونسية، حيث أن الكاتب تعوزه المنهجية العلمية، فلا يذكر مصادره ولا مراجعه. وحتى الناشر نفسه انتبه إلى أن الكاتب في كثير من المواقف ينحصر في حدود مشاعره الذاتية مما يخرجه من دائرة موضوعية المعالجة في بعض الأحيان ، ولا شك أن طغيان الذاتية تتنافى مع القراءة الموضوعية، وهو ما يقلل في الأخير من قيمة الكتاب.

## لتنزيل الكتاب
- تنزيل كتاب الحركة الوطنية التونسية

## الإشارات المرجعية
1. ↑  الطاهر عبد الله، الحركة الوطنية التونسية، رؤية شعبية قومية جديدة، دار المعارف للطباعة والنشر، سوسة/تونس 1990، ص 6
2. ↑  المصدر نفسه، ص 10
3. ↑  المصدر نفسه، ص 11
4. ↑  المصدر نفسه، ص 7